# بانوی تنها
بانوی تنها (به انگلیسی: The Lonely Lady) یک فیلم درام آمریکایی محصول ۱۹۸۳ به کارگردانی پیتر سادی است که از رمانی به همین نام نوشته هارولد رابینز در سال ۱۹۷۶ اقتباس شده است که گمان می‌رود بر اساس خاطرات رابینز از ژاکلین سوزان ساخته شده باشد. در این فیلم پیا زادورا در نقش اصلی، لوید بوشنر، بیبی بچ، سیندی لدبتر، میکی ناکس، جرید مارتین و ری لیوتا در اولین حضور سینمایی‌اش بازی می‌کنند. موسیقی اصلی توسط چارلی کاللو ساخته شده است.
فیلم داستان یک فیلمنامه‌نویسی مشتاق را روایت می‌کند که در تلاش‌هایش برای دستیابی به موفقیت در هالیوود را سر و کار دارد. بانوی تنها آخرین اقتباس از یکی از رمان‌های رابینز قبل از مرگش در سال ۱۹۹۷ بود. فیلم از نظر انتقادی در گیشه ضعیف عمل کرد و ۱٫۲ میلیون دلار در مقابل بودجه بین ۶٫۵ میلیون دلار فروخت.

## داستان
جرلی رندال، دانش‌آموز بی‌گناه دبیرستانی که در دره سن فرناندو زندگی می‌کند، آرزو دارد نویسنده‌ای مشهور شود. مدت کوتاهی پس از برنده شدن جایزه ای برای نویسندگی خلاقانه‌اش، او در یک مهمانی با والت، پسر فیلمنامه‌نویس معروف والتر تورنتون آشنا می‌شود. او با او و برخی از دوستانش به خانه می‌رود و وعده ملاقات با پدرش را می‌دهد که کار او را تحسین می‌کند. در استخر تورنتون، یکی از دوستان والت او را کتک می‌زند و سپس با نازل شلنگ باغبانی به او تعرض جنسی می‌کند. والتر پس از حمله وارد می‌شود و جرلی را از حملات بیشتر نجات می‌دهد. یک دوستی و سپس یک رابطه عاشقانه بین آنها شکل می‌گیرد و به زودی با هم ازدواج می‌کنند و …

## انتشار
این فیلم در ۱۳ ژوئن ۲۰۱۷ در دیسک‌های بلوری منتشر شد.

## تولید
کمپانی یونیورسال پیکچرز حقوق فیلم بانوی تنها را در سال ۱۹۷۵ خریداری کرد، یک سال قبل از انتشار رمان، به امید اینکه بتواند این اقتباس را در سال ۱۹۷۶ منتشر کند. سوزان بلکلی که با یونیورسال قرارداد سه تصویری بسته بود، با تأیید مشروط فیلمنامه و کارگردان، بازی در نقش جریلی را پذیرفت. با وجود پیش نویس‌های متعدد توسط رابرت مریل و دین رایزنر، بلیکلی هرگز از فیلمنامه راضی نبود و در نهایت از پروژه منصرف شد.